# Athlétisme aux Jeux africains de 1995
Navigation
Le Caire 1991 Johannesburg 1999
Les compétitions d'athlétisme des 6es Jeux africains ont eu lieu à Harare au Zimbabwe du 10 au 19 septembre 1995. Le stade se situant à 1 473 mètres d'altitude, les performances sont comptés comme étant réalisées en altitude.

## Faits marquants
Le Sud-Africain Rumen Koprivchin remporte initialement la médaille d'or du concours de lancer de marteau. Néanmoins, après une contestation égyptienne, l'ancien Bulgare ayant reçu sa citoyenneté sud-africaine en mai, soit dans un temps inférieur au délai réglementaire de 6 mois avant les Jeux, l'ancien Bulgare est disqualifié,.
Le perchiste sud-africain Okkert Brits, favori de la compétition, perd lors de son trajet vers Harare ses perches ; les organisateurs décident de décaler le concours le temps qu'il récupère son matériel. Il remportera la médaille d'or.
Plusieurs cas de dopage sont avérés et entraînent le retrait de médailles. Le Ghanéen Andrew Owusu perd sa médaille d'argent en saut en longueur, la Sud-Africaine Karen Botha perd sa médaille de bronze en saut en longueur également. Le Nigérian Paul Egonye entraîne la disqualification de son relais 4x100 mètres,.

## Résultats

### Hommes
| Épreuve               | Or                                                                              | Argent                                                                     | Bronze                                                                                   |
| --------------------- | ------------------------------------------------------------------------------- | -------------------------------------------------------------------------- | ---------------------------------------------------------------------------------------- |
| 100 mètres            | Davidson Ezinwa 10 s 24                                                         | Emmanuel Tuffour 10 s 28                                                   | Osmond Ezinwa 10 s 31                                                                    |
| 200 mètres            | Sunday Bada 20 s 28                                                             | Emmanuel Tuffour 20 s 29                                                   | Joseph Gikonyo 20 s 80                                                                   |
| 400 mètres            | Samson Kitur 44 s 36                                                            | Sunday Bada 45 s 03                                                        | Jude Monye 45 s 17                                                                       |
| 800 mètres            | Arthémon Hatungimana 1 min 47 s 42                                              | Vincent Malakwen 1 min 47 s 43                                             | Savieri Ngidhi 1 min 47 s 61                                                             |
| 1 500 mètres          | Vincent Malakwen 3 min 40 s 11                                                  | Reuben Chesang 3 min 40 s 66                                               | Julius Achon 3 min 40 s 83                                                               |
| 5 000 mètres          | Josphat Machuka 13 min 31 s 11                                                  | Habte Jifar 13 min 45 s 11                                                 | Ayele Mezgebu 13 min 46 s 02                                                             |
| 10 000 mètres         | Josphat Machuka 28 min 03 s 6                                                   | Habte Jifar 28 min 26 s 3                                                  | Paul Koech 28 min 28 s 8                                                                 |
| Marathon              | Nicolas Nyengerai 2 h 20 min 08 s                                               | Honest Mutsairo 2 h 20 min 15 s                                            | Simon Bisiligilwa 2 h 20 min 21 s                                                        |
| 3 000 mètres steeple  | Bernard Barmasai 8 min 27 s 15                                                  | Gideon Chirchir 8 min 29 s 17                                              | Eliud Barngetuny 8 min 34 s 57                                                           |
| 110 mètres haies      | William Erese 13 s 73                                                           | Kehinde Aladefa 13 s 79                                                    | Moses Oyiki 13 s 84                                                                      |
| 400 mètres haies      | Ibou Faye 49 s 12                                                               | Gideon Biwott 49 s 19                                                      | Julius Masvanhise 49 s 86                                                                |
| Saut en hauteur       | Pierre Vorster 2,22 m                                                           | Anthony Idiata Khemraj Naiko 2,19 m                                        | Non attribuée                                                                            |
| Saut à la perche      | Okkert Brits 5,50 m                                                             | Kersley Gardenne 5,20 m                                                    | Sameh Hassan Farid Rafik Mefti 4,80 m                                                    |
| Saut en longueur      | Cheikh Touré 8,10 m                                                             | Andrew Owusu 8,01 m                                                        | Jacob Katonon 7,80 m                                                                     |
| Triple saut           | Jacob Katonon 16,93 m                                                           | Mohamed Karim Sassi 16,75 m                                                | Ndabazinhle Mdhlongwa 16,60 m                                                            |
| Lancer du poids       | Henk Booysen 18,80 m                                                            | Chima Ugwu 18,55 m                                                         | Jaco Snyman 18,44 m                                                                      |
| Lancer du disque      | Adewale Olukoju 61,68 m                                                         | Mickael Conjungo 58,94 m                                                   | Frits Potgieter 58,54 m                                                                  |
| Lancer de marteau     | Hakim Toumi 67,12 m                                                             | Sherif Farouk El Hennawi 66,68 m                                           | Mohamed Karim Horchani 65,78 m                                                           |
| Lancer de javelot     | Pius Bazighe 77,56 m                                                            | Phillip Spies 76,24 m                                                      | Louis Fouché 75,04 m                                                                     |
| Décathlon             | Danie van Wyk 7 339 points                                                      | Anis Riahi 7 165 points                                                    | Sid Ali Sabour 6 986 points                                                              |
| 20 kilomètres marche  | Chris Britz 1 h 28 min 06 s                                                     | David Kimutai 1 h 31 min 02 s                                              | Shemsu Hassan 1 h 32 min 03 s                                                            |
| Relais 4 × 100 mètres | Ghana Ibrahim Hassan Ahmed Ali Emmanuel Tuffour Eric Nkansah 39 s 12            | Sierra Leone Sanusi Turay Pierre Lisk Joselyn Thomas ? 39 s 51             | Côte d'Ivoire Jean-Olivier Zirignon Franck Waota Eric Pacome N'Dri Ibrahim Meité 39 s 61 |
| Relais 4 × 400 mètres | Nigeria Benedict Ukwuloye Kunle Adejuyigbe Jude Monye Sunday Bada 3 min 01 s 63 | Kenya Hezron Maina Gideon Biwott Kennedy Oyunge Samson Kitur 3 min 03 s 11 | Afrique du Sud Bobang Phiri Hezekiel Sepeng Alfred Visagie Johan Steynberg 3 min 03 s 65 |

### Femmes
| Épreuve               | Or                                                                                    | Argent                                                                                           | Bronze                                                                           |
| --------------------- | ------------------------------------------------------------------------------------- | ------------------------------------------------------------------------------------------------ | -------------------------------------------------------------------------------- |
| 100 mètres            | Mary Onyali 11 s 18                                                                   | Christy Opara-Thompson 11 s 35                                                                   | Mary Tombiri 11 s 40                                                             |
| 200 mètres            | Mary Onyali 22 s 75                                                                   | Calister Uba 23 s 42                                                                             | Kate Iheagwam 23 s 77                                                            |
| 400 mètres            | Fatima Yusuf 49 s 43                                                                  | Falilat Ogunkoya 50 s 31                                                                         | Olabisi Afolabi 51 s 53                                                          |
| 800 mètres            | Maria Mutola 1 min 56 s 99                                                            | Tina Paulino 2 min 01 s 07                                                                       | Kutre Dulecha 2 min 02 s 26                                                      |
| 1 500 mètres          | Kutre Dulecha 4 min 18 s 32                                                           | Julia Sakara 4 min 21 s 10                                                                       | Genet Gebregiorgis 4 min 21 s 94                                                 |
| 5 000 mètres          | Rose Cheruiyot 15 min 37 s 9                                                          | Ayelech Worku 15 min 48 s 3                                                                      | Lydia Cheromei 15 min 52 s 6                                                     |
| 10 000 mètres         | Sally Barsosio 32 min 22 s 26                                                         | Delillah Asiago 32 min 56 s 12                                                                   | Gete Wami 33 min 17 s96                                                          |
| Marathon              | Jowaine Parrott 2 h 55 min 09 s                                                       | Emebet Abosa 3 h 01 min 53 s                                                                     | Elfenesh Alemu 3 h 08 min 43 s                                                   |
| 100 mètres haies      | Taiwo Aladefa 12 s 98                                                                 | Angela Atede 13 s 01                                                                             | Ime Akpan 13 s 09                                                                |
| 400 mètres haies      | Omolade Akinremi 56 s 1                                                               | Karen van der Veen 57 s 0                                                                        | Lana Uys 57 s 6                                                                  |
| Saut en hauteur       | Hestrie Storbeck 1,85 m                                                               | Irène Tiendrébéogo 1,75 m                                                                        | Madeleine Joubert 1,70 m                                                         |
| Saut en longueur      | Eunice Barber 6,70 m                                                                  | Sanet Fouché 6,45 m                                                                              | Patience Itanyi 6,39 m                                                           |
| Triple saut           | Rosa Collins-Okah 13,80 m                                                             | Abiola Williams 13,12 m                                                                          | Eunice Basweti 12,86 m                                                           |
| Lancer de poids       | Hanan Ahmed Khaled 15,29 m                                                            | Wafa Ismail El Baghdadi 14,76 m                                                                  | Beatrix Steenberg 14,71 m                                                        |
| Lancer du disque      | Monia Kari 54,26 m                                                                    | Rhona Dwinger 49,84 m                                                                            | Caroline Fournier 45,12 m                                                        |
| Lancer de javelot     | Rhona Dwinger 55,98 m                                                                 | Fatma Zouhour Toumi 50,04 m                                                                      | Bernadette Perrine 48,98 m                                                       |
| Heptathlon            | Oluchi Elechi 5 609 points                                                            | Maralize Visser 5 436 points                                                                     | Caroline Kola 5 248 points                                                       |
| 5 000 mètres marche   | Dounia Kara 23 min 54 s 4                                                             | Nagwa Ibrahim Ali 24 min 25 s 3                                                                  | Gete Komar 24 min 25 s 7                                                         |
| Relais 4 × 100 mètres | Nigeria Faith Idehen Mary Onyali-Omagbemi Christy Opara-Thompson Mary Tombiri 43 s 43 | Ghana Mercy Addy Vida Nsiah Gladys Kotei Helena Wrappah 44 s 44                                  | Zimbabwe Delia Mawoko Gailey Dube Simangele Ncube Philipah Chidziva 45 s 74 (NR) |
| Relais 4 × 400 mètres | Nigeria Omolade Akinremi Caroline Avbovbede Saidat Onanuga Fatima Yusuf 3 min 27 s 51 | Afrique du Sud Marie-Louise Henning Adri Van der Merwe Lana Uys Karen Van der Veen 3 min 33 s 68 | Ghana Mercy Addy Vida Nsiah Amidatu Adrahmani Agnes Yaa Nuamah 3 min 35 s 67     |

## Tableau des médailles
| Rang | Nation                    | Or | Argent | Bronze | Total |
| ---- | ------------------------- | -- | ------ | ------ | ----- |
| 1    | Nigeria                   | 15 | 9      | 8      | 32    |
| 2    | Kenya                     | 8  | 7      | 7      | 22    |
| 3    | Afrique du Sud            | 8  | 6      | 6      | 20    |
| 4    | Algérie                   | 2  | 0      | 1      | 3     |
| 5    | Sénégal                   | 2  | 0      | 0      | 2     |
| 6    | Éthiopie                  | 1  | 4      | 7      | 12    |
| 7    | Ghana                     | 1  | 3      | 1      | 5     |
| 7    | Tunisie                   | 1  | 3      | 1      | 5     |
| 7    | Égypte                    | 1  | 3      | 1      | 5     |
| 10   | Zimbabwe                  | 1  | 2      | 4      | 7     |
| 11   | Mozambique                | 1  | 1      | 0      | 2     |
| 11   | Sierra Leone              | 1  | 1      | 0      | 2     |
| 13   | Burundi                   | 1  | 0      | 0      | 1     |
| 14   | Maurice                   | 0  | 1      | 2      | 3     |
| 15   | République centrafricaine | 0  | 0      | 1      | 1     |
| 15   | Burkina Faso              | 0  | 1      | 0      | 1     |
| 17   | Côte d'Ivoire             | 0  | 0      | 1      | 1     |
| 17   | Namibie                   | 0  | 0      | 1      | 1     |
| 17   | Ouganda                   | 0  | 0      | 1      | 1     |
| 17   | Tanzanie                  | 0  | 0      | 1      | 1     |